# Louis de Rouvroy

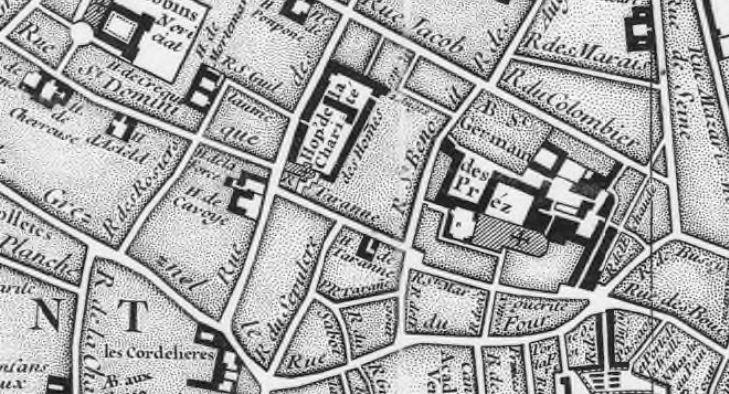
Hôtel de la Force, of Hotel Selvois, zijn geboortehuis waar Saint-Simon woonde tot 1712, "rue Taran(n)e" lag eigenlijk aan de rue des Saint Pères. Het huis werd afgebroken in 1876-77 toen de rue Taranne opging in de Boulevard Saint-Germain.

Louis de Rouvroy (of Rouvray), hertog van Saint-Simon (16 januari 1675 – 2 maart 1755) was een Frans hoveling en auteur van Mémoires, een zurige en onovertroffen beschrijving van gebeurtenissen en personages aan het Franse hof tijdens de laatste regeringsjaren van de Zonnekoning en de acht jaar durende régence.

## Algemene situering
Saint-Simon begon met schrijven in 1694, toen Lodewijk XIV aan de macht was, en beschreef uitvoerig de periode tot 1723, toen de enige opvolger, Lodewijk XV, op dertienjarige leeftijd tot koning werd gekroond.
De "kleine hertog" (waarvoor hij bespot werd als "baudrillon" of paaltje; zijn eveneens kleine zoons werden "de bassets" genoemd) was de zoon van een 67 jaar oude hertog-pair Claude de Rouvroy en zijn veertigjarige echtgenote. Als jongen kreeg hij de titel vidame de Chartres. Op 18-jarige leeftijd volgde hij zijn vader op als heer van La Ferté-Vidame en gouverneur van Blaye en Senlis. Vrij spoedig begon hij 's nachts, in het geheim, nauwgezet aan een zeer kritisch dagboek te werken, dat elementen leverde voor de Mémoires. De politieke ideeën van Saint-Simon zijn aartsconservatief. Hij was een beperkt voorstander van godsdienstvrijheid, vanwege zijn sympathie voor het Jansenisme.
Saint-Simon was jarenlang, dag in, dag uit te vinden in de naaste omgeving van de koning en vooral ook van zijn beschermheren, waaronder zijn levenslange vriend, de hertog Filips II van Orléans (de regent) en Lodewijk, hertog van Bourgondië (le petit dauphin). De hertog van Saint-Simon woonde voor het Hof in Marly of Versailles, privé in Parijs en in het kasteel dat zijn vader in La Ferté-Vidame kocht. Gedurende het regentschap kreeg hij het kasteel van Meudon in bruikleen. Zijn eerste appartement in Versailles was geleend van een familielid. Zijn studeerkamer was een tussenkamer zonder licht. Later bekwam hij een ruimer appartement, door de benoeming van zijn echtgenote als hofdame van de prinses van Berry.
Saint-Simon was weinig gewaardeerd door Lodewijk XIV: vlak vóór de Spaanse Successieoorlog had hij ontslag uit het leger gevraagd. Zijn grote mond, ruzies, processen werden niet altijd gewaardeerd en kwamen hem op korte uitsluitingen te staan bij de reisjes naar Marly, een klein kasteel waar de 'kern' van het hof soms verbleef. Saint-Simon werd gehaat door de 'kliek van Meudon', rond Madame de Maintenon en de dauphin, en zijn toekomst aan het hof zou gedoemd zijn in het geval van overlijden van Lodewijk XIV. Toen de dauphin overleed, keerden de kansen voor Saint-Simon, en hij hoopte op een nieuwe regeerstijl en een rol als raadgever van de nieuwe dauphin, de hertog van Bourgondië. Die stierf het jaar daarop - er bleef slechts een kind van vijf jaar over om de troon te erven.
Na de dood van de Zonnekoning in 1715, bij het aantreden van de regent, speelde Saint-Simon korte tijd een rol in de Franse politiek. Hij was lid van de regentschapsraad, in 1718 speciaal ambassadeur in Madrid om voor de troonopvolger een huwelijk te regelen met de pasgeboren infante Marianne Victoria van Bourbon. Het huwelijk ging uiteindelijk niet door: wegens de nood aan een troonopvolger (de slechte gezondheid van Lodewijk XV) werd de te jonge infant teruggestuurd ten voordele van de oudere Maria Leszczyńska. Wat het hoogtepunt van Saint-Simons carrière had moeten worden, liep op niets uit. Toen Lodewijk XV in 1723 meerderjarig werd en de regent stierf, verloor de hertog al zijn politieke invloed. Kardinaal Dubois, die de ineffectieve en conservatieve hertog had uitgerangeerd, kreeg in de Mémoires de rol van 'aartsslechterik' toebedeeld. Saint-Simon was niet alleen op een zijspoor gezet, bovendien waren zijn belabberde financiën er nóg erger aan toe na zijn missie in Spanje. Het is typisch voor de ideeën van Saint-Simon dat hij profijtelijke ambten geweigerd heeft - dat was te min voor een hertog-pair. Op het eind van zijn leven verkocht de hertog verschillende eigendommen om het hoofd boven water te houden.
Saint-Simon, die zichzelf "dood voor de wereld" beschouwde, bleef evenwel informatie vergaren. Van de hertog van Luynes, kleinzoon van de markies van Dangeau, ontving hij diens dagboek, een droge en domme opsomming van feiten en feitjes. Ondanks zijn misprijzen voor Dangeau erkende Saint-Simon de waarde van het dagboek, in de eerste plaats als historische leidraad, maar ook wegens de objectiviteit. Jarenlang werkte Saint-Simon dan aan de aanvulling van het Journaal van Dangeau. Pas later, vanaf zijn zestigste levensjaar, werkte Saint-Simon aan de eigenlijke Mémoires, op basis daarvan. Saint-Simon was al bezig aan de Mémoires van 1715 als hij ook nog de dagboeken van Torcy, neef van Colbert verkrijgt, die hem in staat stellen de latere jaren nóg meer uit te diepen. De meeste protagonisten van de Mémoires waren al dood, en Saint-Simon besefte dat deze Mémoires het enige zal zijn wat van hem zal overblijven - zijn beide zoons hebben geen nakomelingen, zijn ideeën werden niet gevolgd, zijn vijanden hadden getriomfeerd.

## Familie
In 1695 huwde hij met Marie-Gabrielle de Durfort de Lorge, oudste dochter van de maarschalk-hertog de Lorge. Het was Saint-Simon meer te doen om via een gunstig huwelijk zijn carrière te bevorderen, dan om Marie-Gabrielle zelf. Hij slikte zelfs de lage afkomst van de moeder van Marie-Gabrielle, wat kan verbazen voor iemand die de geboorte zo hoog aansloeg. Hoewel de maarschalk niet echt de verhoopte steun voor een carrière in het leger en aan het hof bood, was de ruime bruidsschat van Marie-Gabrielle erg welkom. Het huwelijk was bijzonder gelukkig. In 1696 kregen ze een dochter Charlotte, die, gehandicapt, haar leven lang ten laste bleef van de ouders. De twee zoons die daarop volgden stelden weinig voor, en Saint-Simon vermeldde weinig over hen.
De vernedering van een quasi-faillissement bleef hem niet bespaard. De problematische financiën van zijn vader waren in de afgelopen eeuw nog vergroot, door het dure hofleven, de verschillende residenties, en in het bijzonder door de geldverspilling rond de speciale ambassade in Spanje (5 maanden onderweg met een gevolg van 200 man, met grote feesten en recepties). In 1748 legde een syndicaat van schuldeisers beslag op zijn inkomsten. De familiale solidariteit viel uiteen: zijn weduwe-schoondochter deed hem een proces aan omdat hij haar de toegezegde rente (douaire) niet meer kon betalen.
Saint-Simon werd in de dood voorgegaan door zijn echtgenote en zijn zoons (beiden hadden een militaire carrière achter de rug). Daarmee was de korte hertogelijke dynastie uitgestorven (latere Saint-Simons behoorden tot oudere takken van de familie).
Saint-Simon viel op door zijn gehechtheid aan zijn echtgenote. Hij was haar ook trouw, wat aan het hof uitzonderlijk was. Toen de hertogin stierf liet hij haar in een kist die aan één zijde open was, begraven in een grafkelder onder de kerk in La Ferté-Vidame. Zijn kist moest te zijner tijd bij de hare aansluiten. In 1793 drongen de door de Franse Revolutie begeesterde burgers van La Ferté-Vidame de hertogelijke grafkelder binnen. Zij vernielden de kisten en wierpen beide skeletten in het midden van het dorp voor de honden.

## Politiek en Mémoires
Saint-Simons biografie wordt al te vaak bekeken door de bril van de Mémoires, of de lachspiegel van de anekdotes en de vitterijen (stoelen en tabourets; het afnemen van de hoed). De échte Saint-Simon ging niet zo vijandig om met de andere hovelingen als uit de Mémoires doorschemert. En de taboerets en de hoeden zijn de symbolen van het verval van zijn politiek ideaalbeeld: een regeringsvorm waarbij een vorst in toom gehouden en gestuurd wordt door een raad van hertogen-pairs, die de Natie vertegenwoordigen. De biograaf Georges Poisson beschouwt Saint-Simon als een tegenstander van de absolute monarchie. Het getouwtrek om wie vóór wie in de processie loopt of hoe hoog gevuld het kussen van de hertogen moet zijn, en dat de voorzitter van het Parlement de hoed moet afnemen voor de hertogen-pairs heeft een betekenis: de macht komt toe aan de Natie: de hertogen-pairs, noblesse d'épee en niet aan het (nieuw-)adellijk gespuis van het Parlement (die hun functie gekocht hebben) noblesse de robe, of de burger-ministers die marionetten zijn van de absolute vorst. De totale tegenstelling tussen Saint-Simons politieke visie en het absolutisme verklaart volgens Poisson waarom zowel Lodewijk XIV als XV Saint-Simon op afstand hielden. Saint-Simon nam bovendien zijn 'vertegenwoordiging' ernstig op, en heeft (anonieme) brieven geschreven om de armoede en de belastingdruk aan te klagen.
De Mémoires zijn subjectief: men proeft de bitterheid van een mislukte militaire carrière, het misprijzen van Lodewijk XIV, de twisten om onbenulligheden, het politieke opzijschuiven gedurende het regentschap, de vruchteloze interventies bij de Groten, en ten slotte de praktische verwijdering uit Versailles. Saint-Simon tekent bijna karikaturale en kwaadaardige portretten van de hofhouding; 2.100 portretten die hun stempel op de geschiedschrijving en de biografie hebben gedrukt en vele figuren in een slechter daglicht hebben gesteld dan ze wellicht verdienen. Hoofdfiguren in zijn dagboek zijn de harteloze en kleingeestige Lodewijk XIV, de gemene bastaard hertog van Maine, de bigotte en intrigante Madame de Maintenon, de domme dauphin, de besluiteloze regent, de inhalige en verdorven kardinaal Dubois, omringd door een bende ijdele, belachelijke, gierige of lelijke hovelingen zoals de hertog van Noailles, die de titel "slang" krijgt (wellicht omdat Noailles in 1702 Saint-Simon passeerde in de militaire hiërarchie). Zelfs de kastelen van Lodewijk XIV, symbolen van de geldverspilling en de absolutistische praal, moeten eraan geloven: Marly, waar de hertog 30 jaar tevoren zó graag uitgenodigd werd, is in de Mémoires "een nest van slangen en dode beesten, padden en kikkers", en ook over Versailles, vergulde gevangenis van de adel, had hij geen goed woord over.
Saint-Simon schreef zijn essays en Mémoires in een zo zuiver en stijlvol Frans dat deze als een hoogtepunt (en ijkpunt) van de Franse taal en literatuur gelden. De originaliteit van de stijl wordt gekenmerkt door de archaïsche woordenschat, een zekere vrijheid met de grammatica, en het weglaten van werkwoorden of andere zinsdelen, wat de stroom van ideeën lijkt te versnellen. Hij kan een kleine anekdote tot een komische vertoning maken en met een scherpe pen, en snijdende beledigingen op geloofwaardige manier een karaktermoord plegen.
Er is ook suspens: een hoogtepunt van het werk zijn de beschrijvingen van de "lits de justice", de parlementsbijeenkomsten, waarin na de dood van Lodewijk XIV de hertogen, onder leiding van Saint-Simon, de Regent onder druk zetten en uit naam van de minderjarige koning het testament van Lodewijk nietig doen verklaren.
De Mémoires, zijn geschreven tussen 1694 en 1750; pas in 1739 begon hij aan de uiteindelijke versie. Na zijn dood zijn vijf kisten met schriften, portefeuilles en brieven in beslag genomen. Ze werden na enige omzwervingen in het archief van het Franse ministerie van buitenlandse zaken ondergebracht. Nog vóór de Franse Revolutie verschenen er enige gedeeltelijke en slordige uitgaven, die zeer de aandacht trokken. In 1829 zijn de complete Mémoires gedrukt. De moderne Franse editie beslaat achtduizend bladzijden en vult zeven delen dundruk. In 1996 verscheen een bloemlezing in het Nederlands bij De Arbeiderspers.

## Tekst van de Mémoires
Saint-Simon schreef essays waarin hij veel aandacht besteedt aan het belang van protocol voor het welzijn van de staat, aan de zuiverheid van het adellijk bloed en de rol van stoelen, hoeden en voorrang in diverse gemeenschappen. Zelfs indiaanse, Aziatische en Afrikaanse stammen en hun gebruiken en etiquette werden door hem beschreven en beschouwd als voorbeelden van de ordenende en heilzame werking van het protocol en hiërarchie. Deze gedachtegang in deze vroege sociologische en antropologische essays wordt wel het "saint-simonisme" genoemd (dat men echter niet mag verwarren met de politieke en sociale opvattingen van zijn verre verwant Claude Henri de Rouvroy, graaf van Saint-Simon, die eveneens als saint-simonisme worden aangeduid). 
Dit saint-simonisme waarin wordt onderkend dat protocol en hiërarchie ordenende principes in iedere beschaving en in ieder stam of samenlevingsverband zijn waarbij men, in de ogen van Saint-Simon, beschaafder is naarmate men deze omgangsvormen meer uitbreidt en strikter handhaaft staat in scherp contrast tot de gedachten over een "nobele wilde" zoals die door Jean-Jacques Rousseau in zijn "Discours sur l'inégalité" (1754) werden verkondigd.
Saint-Simon heeft de socioloog Norbert Elias geïnspireerd bij het schrijven van zijn "Über den Prozeß der Zivilisation" (1939) in het Frans "La civilisation des Mœurs" geheten.

## In Nederlandse vertaling
- Saint-Simon, Memoires, geselecteerd, vertaald en van aantekeningen en een nawoord voorzien door Anneke Brassinga, 1996. ISBN 9029537094